# Steinsteinen
Steinsteinen är en kulle i Antarktis. Den ligger i Östantarktis. Norge gör anspråk på området. Toppen på Steinsteinen är 1 803 meter över havet, eller 297 meter över den omgivande terrängen. Bredden vid basen är 1,2 km.
Terrängen runt Steinsteinen är varierad. Trakten är obefolkad. Det finns inga samhällen i närheten.